# 두아르트 피우 지 브라간사
두아르트 피우 지 브라간사(포르투갈어: Duarte Pio de Bragança, 1945년 5월 15일 ~ )는 포르투갈의 왕자 두아르트 누노와 브라질 구 황족 출신인 그의 아내 마리아 프란시스카 사이에서 태어난 포르투갈 왕국의 왕위요구자이다. 포르투갈 귀족 출신인 아내 이사벨과의 사이에서 2남 1녀의 자녀를 두고 있다.